# 雷素芬
雷素芬（1979年6月5日—），出生于广西南宁，中国女子手球运动员，曾代表中国参加2004年夏季奥运会女子手球比赛，最终队伍获得第八名，她在其中四场比赛有上场参赛，共进球一次。
2004年晋升为国家级运动健将。